# Minutaleyrodes suishanus
Minutaleyrodes suishanus là một loài côn trùng cánh nửa trong họ Aleyrodidae, phân họ Aleyrodinae.
Minutaleyrodes suishanus được Takahashi miêu tả khoa học đầu tiên năm 1934.